# 노리사치계
노리사치계(怒利斯致契, ?~?)은 백제의 승려로, 백제 성왕 때의 인물이다. 벼슬은 달솔에 이르렀다.

## 생애
성왕 30년인 552년 왕의 명으로 불상, 경론 등을 왜에 전파하였다.
노리사치계가 불교를 전하자 당시 왜왕은 매우 기뻐했고, 일본의 고대 아스카 문화 성립과 발전에 크게 기여하였다
중국계 인물로 백제에 귀화하였다고 추정된다.